# Meunasah Krueng (Kembang Tanjong)
Meunasah Krueng is een bestuurslaag in het regentschap Pidie van de provincie Atjeh, Indonesië. Meunasah Krueng telt 420 inwoners (volkstelling 2010).